# 上杉勝周
上杉 勝周（うえすぎ かつちか）は、江戸時代中期の大名。出羽国米沢新田藩の初代藩主。

## 生涯
元禄9年（1696年）、米沢藩の第4代藩主・上杉綱憲の4男として誕生した。
享保4年（1719年）、兄・吉憲から1万石を分与されて米沢新田藩を立藩した。米沢新田藩の江戸藩邸（上屋敷）が麻布にあったので「麻布様」と呼ばれた。なお、米沢新田藩の江戸藩邸は宗家米沢藩の中屋敷の一部を与えられたものである。また、藩主は支侯とも呼ばれた。享保7年（1722年）に兄が死去して幼年の宗憲が家督を継ぐと、その後見役を務めた。享保8年（1723年）に鍛冶橋門番や駿府加番を勤める。
延享4年（1747年）7月2日、死去。

## 系譜
父母
- 上杉綱憲（父）
- 於磯 ー 樫田氏、側室（母）

正室
- 於繁 ー 片桐貞起の娘

子女
- 上杉勝承（長男）生母は於繁（正室）
- 金田正矩（次男）生母は於繁（正室）